# 新生分目十五沢権現堂糸久入会
新生分目十五沢権現堂糸久入会（あらおいわんめじゅうごさわごんげんどういとひさいりあい）は、千葉県市原市の五井地区又は三和地区にある入会地の大字。郵便番号は290-0000。

## 概要
市原市北西部の五井地区及び三和地区の境界付近にある入会地である。

## 地理
新生、分目、十五沢、権現堂、糸久と接している。。

## 世帯数と人口
2022年4月1日現在の世帯数と人口は以下の通りである。
| 町丁字                       | 世帯数 | 人口 |
| ---------------------------- | ------ | ---- |
| 新生分目十五沢権現堂糸久入会 | 6世帯  | 8人  |

## 通学区域
市立小学校・市立中学校及び県立高等学校の通学区域は以下の通りである。
| 町丁字                       | 番地 | 小学校             | 中学校             | 高等学校 |
| ---------------------------- | ---- | ------------------ | ------------------ | -------- |
| 新生分目十五沢権現堂糸久入会 | 全域 | 市原市立海上小学校 | 市原市立三和中学校 | 第9学区  |

## 交通

### 駅
域内にある又は最寄りの駅は以下の通りである。
- なし

### バス
域内を通るバスは以下の通りである。
- なし

### 道路
域内を通る道路は以下の通りである。
1. 国道
  - なし
2. 県道
  - なし
3. 主な市道
  - なし